# Мауро Сармієнто
Мауро Сармієнто  (італ. Mauro Sarmiento; нар. 10 квітня 1983, Казорія) — італійський тхеквондист, олімпійський медаліст.

## Виступи на Олімпіадах
| Олімпіада   | Дисципліна | Місце |
| ----------- | ---------- | ----- |
| Пекін 2008  | до 80 кг   | 2     |
| Лондон 2012 | до 80 кг   | 3     |